# Jaquê
Jaquê (também grafado jaqué, jacquez ou jacquet) é uma casta de uvas da espécie híbrida de origem norte-americana. O jaqué foi assumido como sendo uma uva híbrida americana que resultou de um cruzamento da espécie de uva americana Vitis aestivalis com um doador de pólen desconhecido de Vitis vinifera e que produz vinhos fortes e escuros, de coloração violácea, geralmente conhecidos por jaquês. No entanto, apenas recentemente foi revelado a partir da análise de DNA de microssatélites (também conhecida como Repetição de Seqüência Simples ou SSRs), que o parente selvagem americano do jaqué (também conhecido como Black Spanish) é Vitis berlandieri e não Vitis aestivalis. 
A casta é muito utilizada na produção de vinhos tradicionais da Macaronésia, sendo a sua utilização comum na ilha da Madeira, nas fajãs mais abrigadas dos Açores e em partes das Canárias e de Cabo Verde. A casta foi introduzida no sul do Brasil, Peru, Argentina e Chile, onde é utilizada para produção de sumo de uva. Fortemente escandente, podendo trepar pela copa das árvores, a casta é pouco exigente em matéria fitossanitária, pouco sensível ao ataque pelo oídio e resistente à ressalga e ao vento.

## Descrição
Foi também revelado pelo Dr. Jerry Rodrigues, a partir das análises de DNA microsatélite, que pelo menos duas das acessões (coleções de videira) europeias de Jaquê (Jacquez) derivan de sementes obtidas originalmente da mais antiga variedade (cultivar) de uva Jaquê que é o Jaquê da Madeira (também conhecida na Italia como Barbera paesana).
Esta 'uva híbrida americana' chegou à Ilha da Madeira (vinda da América, onde se chamava Jacquet ou Jaquê) em meados do século XVIII e daqui foi levada para França. Lenoir é outra dessas plantas semeadas semelhante ao 'Black Spanish' que foi propagada por Herbemont na América. Vários 'sinônimos' históricos de Jacquê apareceram ao longo da história, como Jack, Blue French, Ohio e El Paso, entre outros.
Inicialmente utilizada como produtor directo, devido à sua alta resistência a doenças (oídio e míldio) e ao ataque da filoxera serviu também como porta-enxertos, especialmente no sul da França e na Península Ibérica, durante a reconstrução dos vinhedos após a crise causada pela introdução da filoxera na década de 1870. Algumas das vinhas então enxertadas em cepas jaquê ainda existem.
Em França a casta jaquê está incluída na lista de castas que foram proibidas em 1935 (em conjunto com as castas Clinton, Herbemont, Isabela, Noah e Othello). A interdição do comércio dos vinhos obtidos a partir desta casta foi incluída nos regulamentos europeus que regulam o comércio do vinho.
A cultura desta casta foi interdita oficialmente por razões sanitárias, citando a presença de metanol nos vinhos produzidos com as suas uvas. Com efeito, a concentração de metanol (tóxico para o nervo óptico) em vinhos como o jaquê e o vinho-de-cheiro é ligeiramente mais elevada que na maioria dos vinhos produzidos a partir de castas de Vitis vinifera, mas análises recentes provam que não é tão elevada que constitua risco para a saúde. Por outro lado, apenas a fermentação do sumo de uva pode produzir o metano, pelo que o seu consumo em fresco não coloca qualquer risco. A pedido da direcção do Parc Naturel Régional des Monts d’Ardèche (região onde o jaquê é ainda cultivado), foi elaborado um estudo universitário que concluiu que o vinho jaquê contém uma taxa de metanol comparável à que se pode encontrar em vinhos produzidos com as castas Merlot, Cabernet, Syrah ou Sauvignon, que não é perigosa para a saúde, a que acresce que apresenta uma concentração de resveratrol muito elevada, a qual é benéfica para a saúde.
A proibição parece dever-se não tanto a questões sanitárias, mas ao contexto político e económico do início do século XX em França e nas regiões mediterrânicas da Europa, incluindo a superprodução de vinho que levou a questionar a cultura de castas muito produtivas, de fácil cultivo e que não necessitavam de tratamentos fitossanitários. A vontade de conservar uma «imagem de qualidade» para a viticultura europeia, associada à pressão dos países produtores de vinhos percebidos como de melhor qualidade, justifica a manutenção da interdição de vinhos produzidos a partir de espécies que não a Vitis vinifera.
O jaquê é cultivado no Texas para o fabrico de um brandy. É comum também no Peru.
Apesar da interdição, a cultura de jaquê persiste em diversas regiões europeias, incluindo a região montanhosa do Lure em França..